# De as van mijn moeder

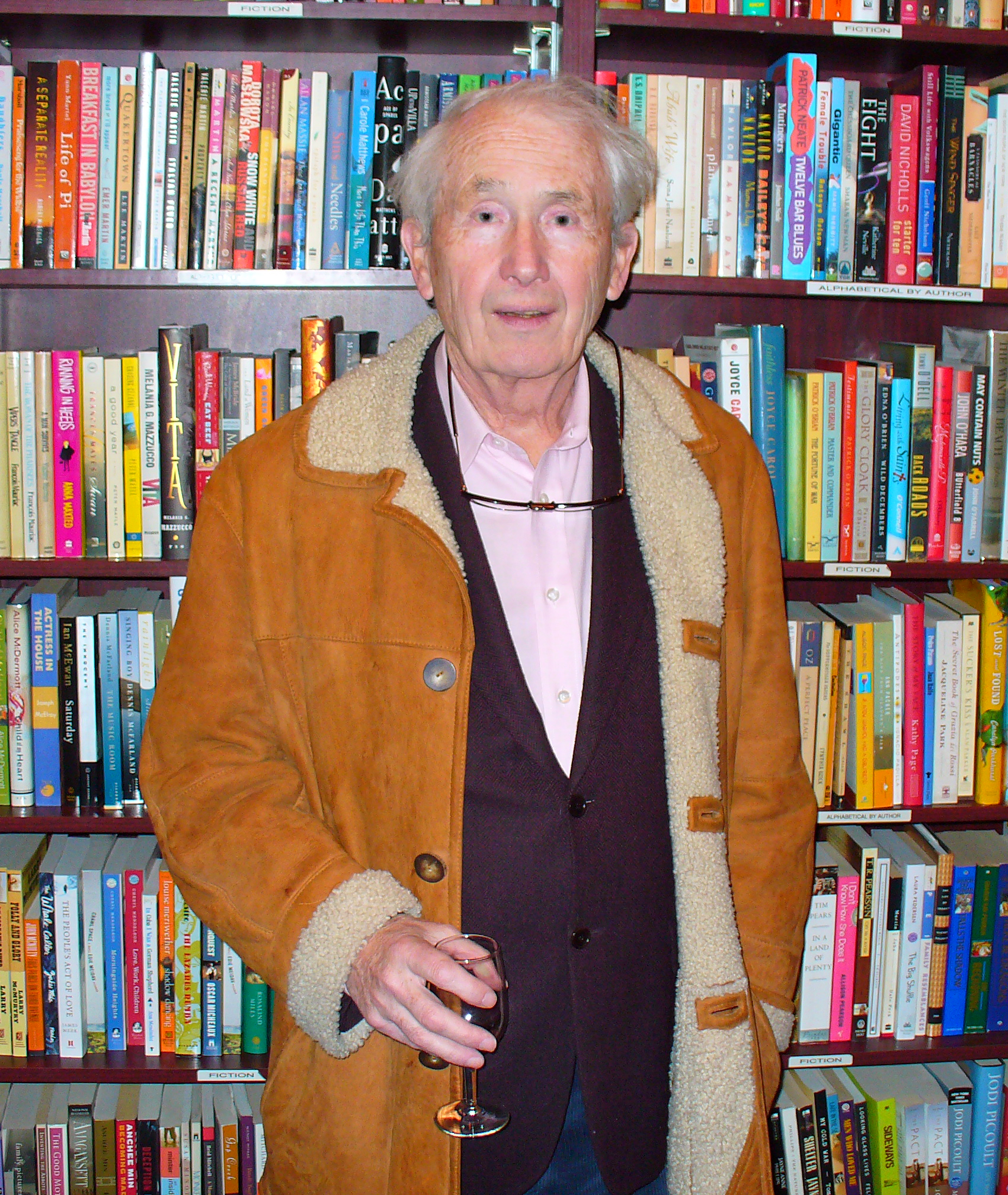
Frank McCourt

De as van mijn moeder (Engels: Angela’s Ashes) is een autobiografisch boek van de Ierse Amerikaan Frank McCourt. Het werd uitgegeven in 1996 en won de Pulitzer Prize for Biography or Autobiography. In 1999 werd het boek verfilmd door Alan Parker.

## Verhaal
Het verhaal begint in Brooklyn in 1930 waar Frank geboren wordt, waarna er nog vier kinderen volgen. Als zijn zusje de wiegendood sterft, emigreert het straatarme gezin door geldproblemen naar Limerick in Ierland. Twee broertjes sterven, maar er komen ook twee kinderen bij.
Het verhaal beschrijft het leven van Frank tussen zijn zesde en negentiende jaar in Limerick in de jaren dertig en veertig. Overstromingen van het huis, stank, het vieze straattoilet en algehele armoede komen voorbij. Franks alcoholistische vader leert zijn kinderen Ierse liedjes. Zijn vader heeft af en toe werk, maar drinkt zijn salaris en uitkering zo snel als mogelijk erdoorheen. Het gezin leeft slechts op brood en thee. Ziekten tieren welig in de buurt. Om de touwtjes een beetje aan elkaar te kunnen knopen, gaan Frank en zijn broers regelmatig op strooptocht naar levensmiddelen en brandstof. In zijn puberteit heeft Frank een aantal baantjes. Het geld spaart hij op om terug te keren naar Amerika.